# Bleeding the New Apocalypse (Cum Victriciis In Manibus Armis)
Bleeding the New Apocalypse (Cum Victriciis In Manibus Armis) är The Project Hate MCMXCIX:s sjunde studioalbum, utgivet den 14 februari 2011, i USA dagen efter. Albumet producerades liksom de föregående av Dan Swanö. Albumet består av sex låtar och är totalt 66 minuter och 6 sekunder långt.

## Beskrivning
Inför skivan förändrades bandet radikalt. Den 5 januari 2010 tillkännagavs att Michael Håkansson, Jonna Enckell och Thomas Ohlsson lämnat bandet. Sångaren Jonna Enckell som sjungit på fyra skivor, från Hate, Dominate, Congregate, Eliminate och framåt, hoppade av, och ersattes av Ruby Roque från det portugisiska heavy metal-bandet Witchbreed. Thomas Ohlsson ersattes på trummor av Tobben Gustafsson från Torture Division. Lord K Philipson tog över basen igen, istället för Michael Håkansson. Arbetet med den sjunde skivan slutfördes i november 2010 och den släpptes i början av 2011 på Season of Mist. Efter att inte ha visat intresse för bandet försvann även gitarristen Anders Bertilsson, och bandets grundare Lord K. Philipson skrev all musik själv.
På grund av ekonomiska svårigheter hos det tidigare skivbolaget, Vic Records, lämnade bandet dem. Bandet skrev kontrakt med det franska skivbolaget Season of Mist under andra halvåret 2010. Inför albumet släpptes låten ”Summoning Majestic War” för gratis nedladdning via Season of Mist. Omslaget gjordes av Marko Saarelainen, som gjort alla omslag från och med livealbumet Killing Helsinki.
På albumet medverkar flera gästartister. Mike Wead, gitarrist i bland annat heavy metal-banden Mercyful Fate och King Diamond samt Christian Älvestam medverkade redan på albumet innan, The Lustrate Process, med gitarrsolon respektive sång. De upprepade samma sak på detta album. Medverkade gjorde även Magnus Söderman på gitarr, samt Leif Edling från doom metal-bandet Candlemass och Jocke Widfeldt från death metal-bandet Vicious Art.

## Låtlista
Alla låtar är komponerade av Lord K. Philipson
1. ”Iesus Nazarenus, Servus Mei” – 8:50
2. ”They Shall All Be Witnesses” – 11:57
3. ”A Revelation of Desecrated Heavens” – 9:05
4. ”Summoning Majestic War” – 12:24
5. ”The Serpent Crowning Ritual” – 10:22
6. ”Bring Forth Purgatory” – 13:05

## Medverkande
The Project Hate MCMXCIX
- Lord K. Philipson – gitarr, basgitarr, programmering, keyboard, bakgrundssång[5]
- Jörgen Sandström – sång
- Ruby Roque – sång
- Tobben Gustafsson – trummor

Bidragande musiker
- Mike Wead – sologitarr
- Magnus Söderman – gitarr
- Christian Älvestam – sång på ”Summoning Majestic War”
- Leif Edling – sång
- Jocke Widfeldt – sång

Produktion
- Lord K. Philipson – musikproducent, ljudmix
- Dan Swanö – ljudmix, mastering
- Marko Saarelainen – omslag